# Volta a Llombardia 1935
La Volta a Llombardia 1935 fou la 31a edició de la Volta a Llombardia. Aquesta cursa ciclista organitzada per La Gazzetta dello Sport es va disputar el 20 d'octubre de 1935 amb sortida i arribada a Milà després d'un recorregut de 238 km.
La competició fou guanyada per l'italià Enrico Mollo (Gloria) per davant dels seus compatriotes Aldo Bini (Frejus-Girardengo) i Gino Bartali (Frejus). Mollo s'aprofita del marcatge que es fan els grans favorits. Aquests pensen més en el campionat d'Itàlia que en guanyar la Volta a Llombardia.

## Desenvolupament
Mollo guanya aquesta edició de la Volta a Llombardia culminant una fuga en solitari originada en la primera pujada del dia - Monte Guello (km .40). Bartali passa a prop seu pel cim però decideix esperar als seus companys pensant en el campionat d'Itàlia, que també es decidia en aquesta prova. Aquesta circumstància afavorí a Mollo que per Grantola tenia més de vuit minuts. Un avantatge suficient per guanyar la competició tot i sofrir en la darrera pujada a Brinzio.

## Classificació general
|    | Ciclista           | Equip            | Temps      |
| -- | ------------------ | ---------------- | ---------- |
| 1  | Enrico Mollo       | Gloria           | 7h 22' 16" |
| 2  | Aldo Bini          | Maino-Girardengo | + 4' 53"   |
| 3  | Gino Bartali       | Frejus           | m. t.      |
| 4  | Giuseppe Olmo      | Bianchi          | m. t.      |
| 5  | Attilio Masarati   | Ganna            | m. t.      |
| 6  | Rinaldo Gerini     | Maino-Girardengo | m. t.      |
| 7  | Francesco Camusso  | Legnano-Wolsit   | m. t.      |
| 8  | Isidoro Piubellini | Legnano-Wolsit   | m. t.      |
| 9  | Mario Cipriani     | Frejus           | m. t.      |
| 10 | Pietro Rimoldi     | Bianchi          | m. t.      |